# Glysas grav

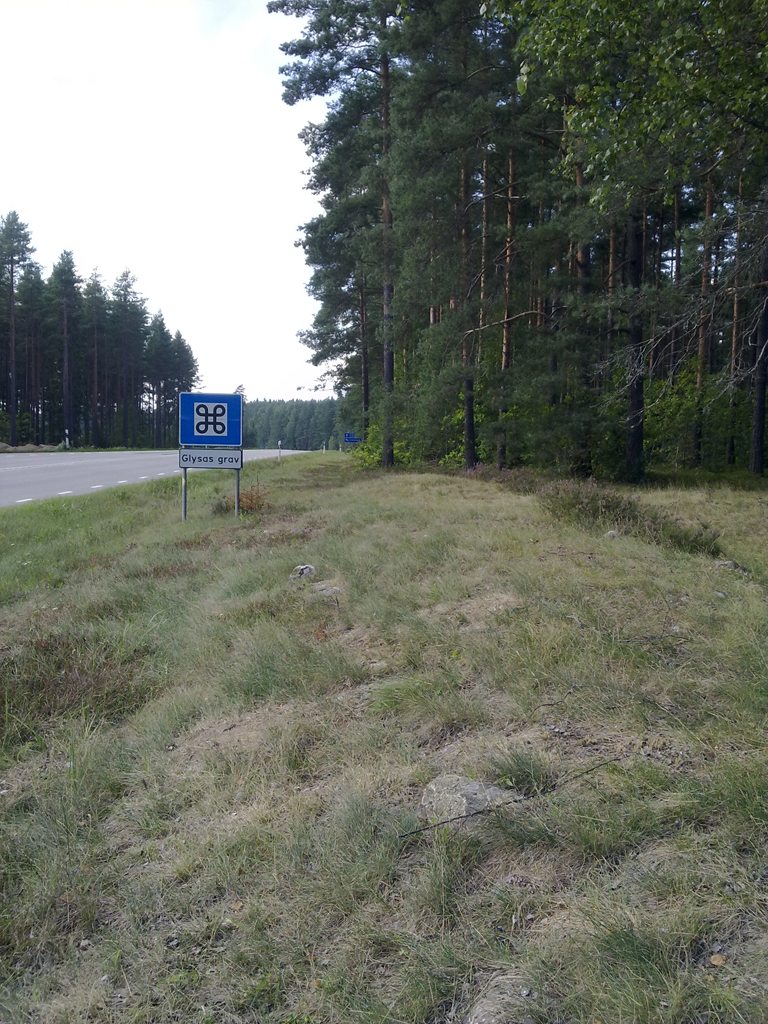
Glysas grav

Glysas grav i Stora Malms socken i Katrineholms kommun i Södermanland är en skeppsformig stensättning. 
Den är belägen i en sydvästlig mindre sluttning längs Riksväg 52 vid Skirtorp, fem kilometer öster om Katrineholm. Graven som är stenfylld och bitvis täckt med torv antas vara anlagd under bronsåldern och den är 34 meter lång, 5 meter bred och knappt en halvmeter hög. Den är en av få fornlämningar från bronsåldern i detta område, som fick en permanent bebyggelse först under den senare delen av järnåldern.
Enligt sägnen var Glysa en jättinna som i tidernas begynnelse dödades av troll och begravdes här.